# Объединённые горняки Америки
Объединённые горняки Америки (англ. United Mine Workers of America (UMWA)) — профсоюз в США и Канаде, представляющий работников горнодобывающей промышленности и других отраслей экономики (работники здравоохранения, обрабатывающей промышленности, государственные служащие).
UMWA входит в Американскую федерацию труда — Конгресс производственных профсоюзов (АФТ-КПП) — и в Канадский рабочий конгресс. 

## История
UMWA был создан в 1890 году в результате слияния Национального прогрессивного союза горняков и Национального профессионального собрания №13 Ордена рыцарей труда в Коламбусе.
В конце XIX и начале XX века профсоюз провёл ряд крупных стачек. Первой значимой забастовкой, организованной профсоюзом, были события в Латтимере, когда мирный протест шахтёров, в основном иммигрантов, был подавлен полицией. Разгон забастовки сопровождался человеческими жертвами. 
В 1902 году UMWA организовал 6-месячную забастовку в Пенсильвании с требованиями повышения заработной платы, 8-часового рабочего дня, признания профсоюза. В результате горняки частично добились своих целей: зарплата была повышена, рабочий день сокращен до 9 часов, однако профсоюз признан не был.
Следующим крупным протестом шахтёров под руководством UMWA была война на угольных месторождениях Колорадо в 1913—1914 годах, частью которой стала бойня в Ладлоу, также приведшая к человеческим жертвам. 

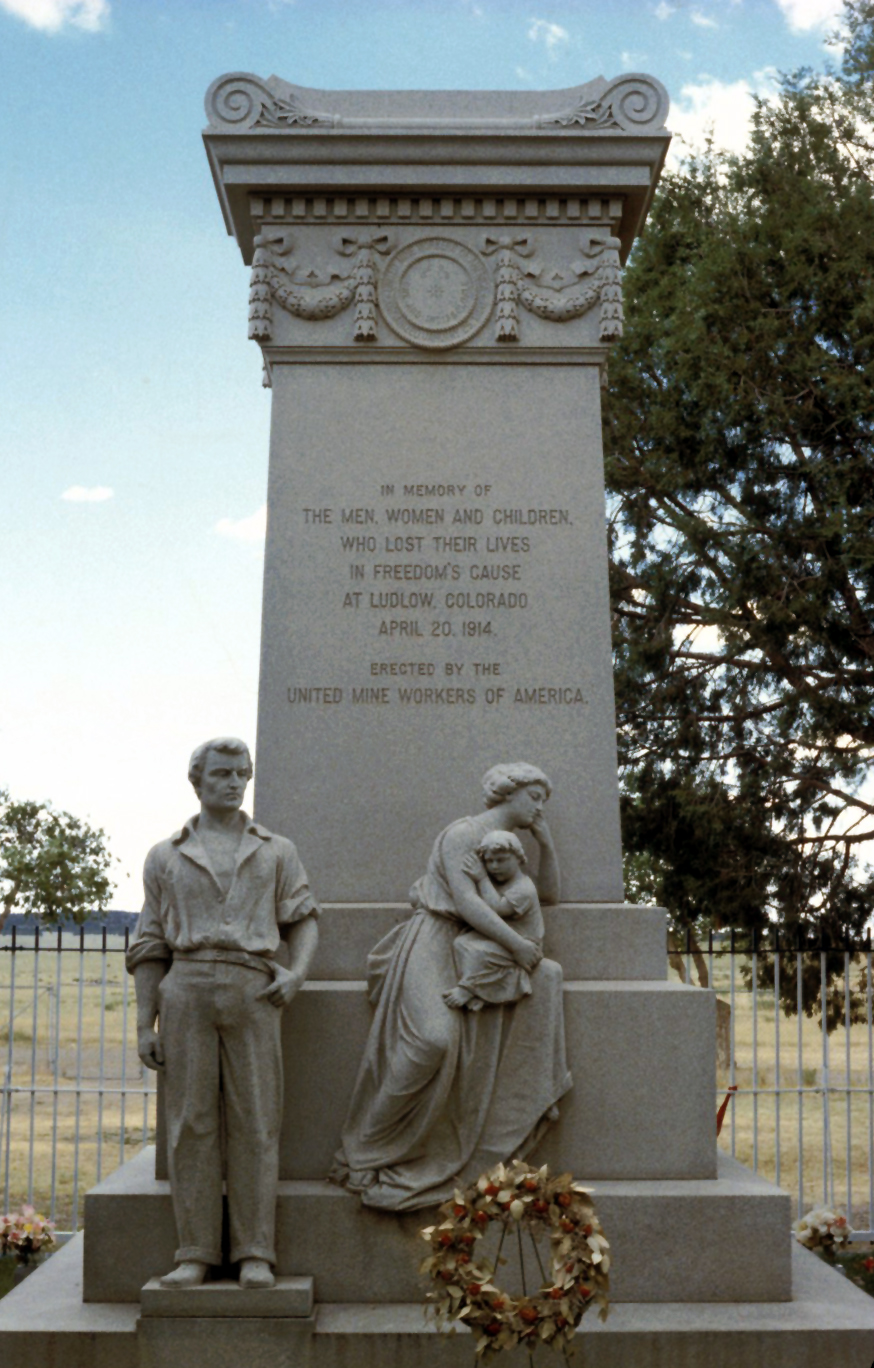
Монумент, установленный в память о бойне в Ладлоу

С деятельностью Объединённых горняков Америки связаны и другие насильственные акции, например битва в Мэтуоне, когда уволенные шахтёры компании Stone Mountain Coal Corporation устроили перестрелку с представителями частного детективного агентства, которые были наняты компанией для выселения рабочих из жилья, принадлежащего компании. Перестрелка стала предтечей Угольной войны в Западной Виргинии, которая закончилась другой бойней — у горы Блэр. В результате многие профсоюзные активисты были арестованы, а UMWA временно отказался от создания профсоюзных организаций в Западной Виргинии и в целом начал терять численность.
С 1920 по 1960 год президентом UMWA был Джон Луэллин Льюис. С именем Льюиса связан ряд достижений профсоюза, среди которых получение права на коллективные переговоры (1933 год), создание Конгресса промышленных профсоюзов США (1935 год), увеличение медицинских пособий и пенсий и создание фонда социального и пенсионного обеспечения UMWA (1946 год).
После отставки Льюиса в профсоюзе сменился ряд президентов. В этот момент история UMWA отмечена внутренним раздором и коррупцией. Особый резонанс вызвала борьба за пост президента в 1969 году между действующим президентом UMWA Тони Бойлом и профсоюзным оппозиционером Джозефом Яблонски. После непрозрачных выборов, на которых победил Бойл, Джозеф Яблонски и его семья были убиты. Впоследствии следствие установило, что Бойл был заказчиком убийства семейства Яблонски. В итоге Бойл был приговорён к трём пожизненным срокам, а новая администрация профсоюза в лице президента Арнольда Миллера и вице-президента Сэма Чёрча предприняла попытки провести реформы по обеспечению открытости избирательного процесса в UMWA.
После Миллера и Чёрча руководителем UMWA стал Ричард Трумка, который затем стал президентом АФТ-КПП. В 1995 году Трумку на посту президента сменил Сесил Робертс.

## Численность
После Второй мировой войны в связи с автоматизацией производства, снижением популярности угля как источника энергии и увеличением количества шахт, не входящих в профсоюзы, численность UMWA постепенно снижалась. Так, численность профсоюза сократилась с 500 тысяч членов в 1945 году до 240 тысяч членов в 1998 году. 
По данным некоммерческой организации Center for Union Facts, в 2021 году в UMWA состояло 54 тысячи человек.